# Four Seasons of Love
Four Seasons of Love – album amerykańskiej piosenkarki disco Donny Summer wydany w 1976 roku przez wytwórnię Casablanca Records.
Jest to album koncepcyjny opowiadający o uczuciu, które rozgrywa się na przestrzeni czterech pór roku. Wszystkie piosenki napisali Giorgio Moroder, Pete Bellotte i Donna Summer, a wyprodukowali Moroder i Bellotte. Płytę promowały single „Spring Affair” i „Winter Melody”.

## Lista utworów
Strona A
| 1. | „Spring Affair” | 8:30  |
|    |                 |       |
| 2. | „Summer Fever”  | 8:04  |
|    |                 |       |
|    |                 | 16:34 |
|    |                 |       |
Strona B
| 1. | „Autumn Changes” | 5:29  |
|    |                  |       |
| 2. | „Winter Melody”  | 6:28  |
|    |                  |       |
| 3. | „Spring Reprise” | 3:50  |
|    |                  |       |
|    |                  | 15:47 |
|    |                  |       |

## Notowania
| Kraj                              | Pozycja | Certyfikat    |
| --------------------------------- | ------- | ------------- |
| Francja                           | 4       | złota płyta   |
| Hiszpania                         | 6       |               |
| Kanada                            | 16      |               |
| Niemcy (GfK Entertainment)        | 31      |               |
| Stany Zjednoczone (Billboard 200) | 29      | złota płyta   |
| Szwecja (Sverigetopplistan)       | 40      |               |
| Wielka Brytania                   | –       | srebrna płyta |